# Mehliger Salbei

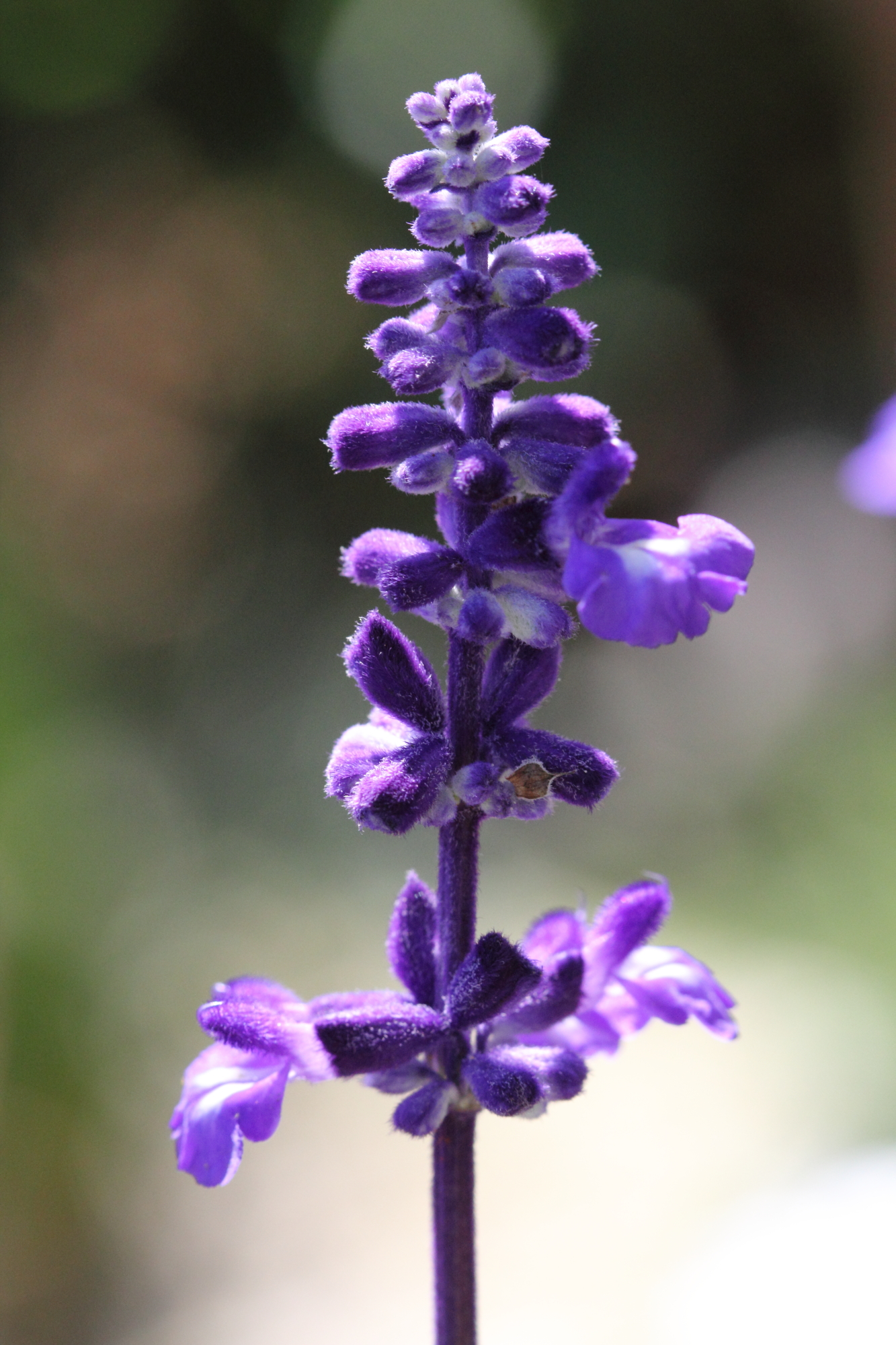
Blütenstand mit intensiv gefärbten Blüten, hier die Sorte 'Victoria'

Der Mehlige Salbei (Salvia farinacea), auch Ähriger Salbei, Ähren-Salbei oder Mehl-Salbei genannt, ist eine ausdauernde Pflanzenart aus der Gattung Salbei (Salvia) innerhalb der Familie der Lippenblütler (Lamiaceae). In den Gemäßigten Breiten wird er als einjährige Pflanze kultiviert und als Zierpflanze in Parks und Gärten besonders in Sommerrabatten verwendet. Der Mehlige Salbei kann jedoch nach Rückschnitt im Herbst in wärmeren Regionen auch mehrjährig gezogen werden.

## Beschreibung
Der Mehlige Salbei erreicht Wuchshöhen von 60 bis 90 cm. Die Form der Blattspreite variiert von eiförmig-lanzettlich bis lanzettlich. Die Blütenstandsachse bildet eine blaue, selten eine weiße Behaarung aus. Der gestutzte Kelch besitzt sehr kurze Kelchzähne. Sie sind dicht blau oder weiß behaart, so dass die einzelnen Kelchzähne kaum zu erkennen sind. Die leuchtend blau-weißen Blüten stehen in schlanken Scheinquirlen zusammen. Die Krone wird etwa bis 2,5 Zentimeter lang. Im Inneren der Kronröhre ist keine ringförmige Haarleiste vorhanden.
Die Chromosomenzahl beträgt 2n = 18 oder 20.

## Vorkommen
Beheimatet ist Salvia farinacea in Texas, in New Mexico und im nordöstlichen Mexiko. Er bevorzugt als Standorte Prärien und Wiesen.

## Kultur als Zierpflanze
Der Mehlige Salbei kann auch als Schnittblume genutzt werden. Es werden mehrere Sorten kultiviert, wie 'Blue Bedder', 'Victoria' mit intensiv violett-blauen Blüten und 'Strata' mit weißen und blauen Blüten. Salvia farinacea blüht von Juni bis zum Frost und wächst am besten in sonniger bis halbschattiger Lage.

## Taxonomie
Die Erstbeschreibung von Salvia farinacea erfolgte 1833 durch George Bentham in Labiatarum Genera et Species, S. 274. Synonyme für Salvia farinacea Benth. sind Salvia linearis Sessé & Moc. und Salvia virgata Ortega.